# Gallirallus gracilitibia
Gallirallus gracilitibia ist eine ausgestorbene, kleine bis mittelgroße Ralle aus der Gattung Gallirallus. Sie war zierlicher gebaut als alle anderen Mitglieder dieser Gattung. 
Die Merkmale vom Rabenschnabelbein (Coracoid) und Oberarmknochen sowie ihr Größenverhältnis zu den ungewöhnlich zierlichen Beinknochen zeigen an, dass die Art flugunfähig war. Das Epitheton der Art gracilitibia setzt sich aus den lateinischen Worten gracilis für „zierlich, dünn, grazil“ und tibia für das Schienbein zusammen und spielt auf den ungewöhnlich zierlichen Bau des Unterschenkelknochens (Tibiotarsus) dieser Art an. Die Knochen wurden einzeln an derselben Grabungsstätte auf der Insel Ua Huka, die zu den Marquesas-Inseln gehört und im Südostpazifik liegt, gefunden und stammen von mindestens acht verschiedenen Individuen.